# Waitzia suaveolens
Waitzia suaveolens là một loài thực vật có hoa trong họ Cúc. Loài này được (Benth.) Druce miêu tả khoa học đầu tiên năm 1917.